# Ulvis Katlaps
Ulvis Katlaps (* 20. März 1968 in Riga, Lettische SSR; † 21. August 2013 in Waukesha, Wisconsin, USA) war ein lettischer Eishockeyspieler und -trainer.

## Karriere
Katlaps spielte von 1985 bis 1991 bei Dinamo Riga in der damaligen UdSSR, wobei er die Spielzeit 1988/89 auch bei RASMS Riga verbrachte. Nach dem Fall des Eisernen Vorhangs studierte der Lette von 1992 bis 1994 an der University of Wisconsin–Madison und lief parallel für deren Eishockeyteam in der National Collegiate Athletic Association auf.
Zur Saison 1995/96 kehrte er in seine Heimat zurück und spielte er erst für die Juniors Riga in der East European Hockey League und beendete seine Spielerkarriere in dieser Saison bei Essamika Ogre. In der Saison 2011/12 trainierte Katlaps die Milwaukee Junior Admirals in der Midwest Elite Hockey League.
Katlaps verstarb am 21. August 2013 im Alter von 45 Jahren an einem Krebsleiden.

### International
Neben Einsätzen in der U18- bzw. U20-Nachwuchsnationalmannschaften der UdSSR, kam er für die lettische Nationalmannschaft bei der B-Weltmeisterschaft 1994 zu Einsätzen.

## Erfolge und Auszeichnungen
- 1988 Silbermedaille bei der Junioren-Weltmeisterschaft
- 1994 All-Star-Team der B-Weltmeisterschaft